# Andes aeolus
Andes aeolus är en insektsart som beskrevs av Ronald Gordon Fennah 1958. Andes aeolus ingår i släktet Andes och familjen kilstritar. Inga underarter finns listade i Catalogue of Life.